# HD 81039
HD 81039，又名BD+37 1978，SAO 61456、HR 3727，是一颗恒星，视星等为6.67，位于銀經187.21，銀緯45.57，其B1900.0坐标为赤經9h 18m 11.8s，赤緯+37° 45.57′ 59″。